# Parti socialiste révolutionnaire (Russie)
Pour les articles homonymes, voir Parti socialiste révolutionnaire.

Drapeau des SR.

Le Parti socialiste-révolutionnaire (SR), ou Parti des socialistes-révolutionnaires est une organisation politique russe du début du XXe siècle, d'inspiration socialiste des narodniki et à base essentiellement paysanne.

## Origines

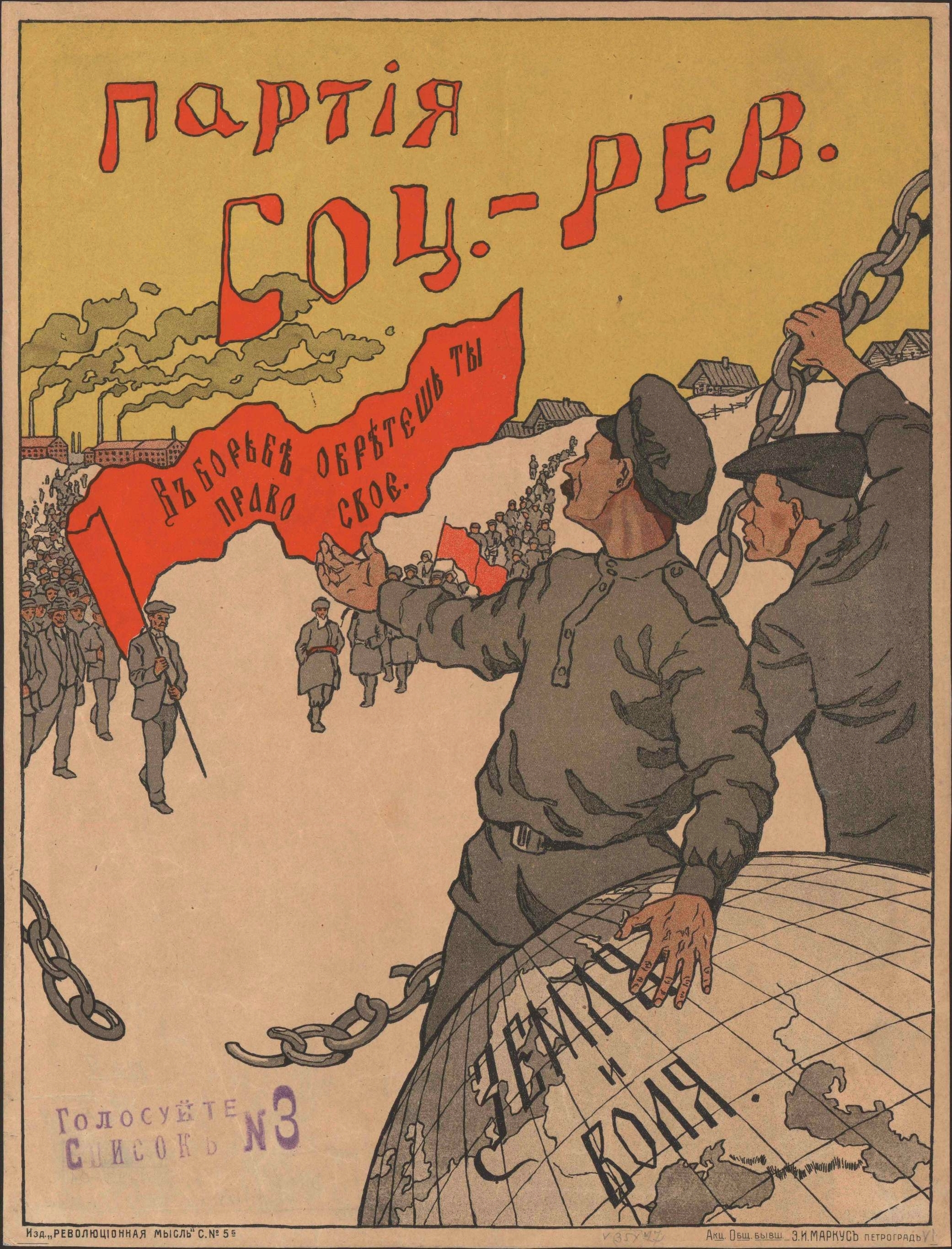
Affiche électorale de 1917.

Le Parti socialiste-révolutionnaire est né à Berlin en 1901 par la réunion des groupes de Russie, de l’Union des socialistes révolutionnaires à l’étranger et de la ligue socialiste agraire, qui conserve son autonomie (Victor Tchernov, Brechko-Brechkovskaïa, Guerchouni, Gots). Il se réclame du groupe terroriste Narodnaïa Volia (Volonté du peuple) disparu dans la répression qui a suivi l'assassinat de l'empereur Alexandre II en mars 1881.
Contrairement au Parti ouvrier social-démocrate de Russie d’inspiration marxiste, le SR met en avant la classe paysanne plutôt que la classe ouvrière.
En 1904, « la brigade terroriste » du parti, l'Organisation de combat des SR, sous la direction de Boris Savinkov, organise l'attentat contre le ministre de l'Intérieur Viatcheslav Plehve. Le SR sera la principale force concurrente du parti bolchevique de Lénine.

## Révolution de 1917 et scission
Le Parti socialiste-révolutionnaire de gauche, dit « SR de gauche », favorable aux soviets, se sépare du parti en septembre 1917. C'est au Congrès pan-russe des Soviets, au lendemain de la révolution d'Octobre, que le schisme a lieu. Sur les 649 délégués élus, 110 menchéviks et SR refusent le pouvoir soviétique et quittent la séance, alors que les bolcheviks (majoritaires dans les élus des soviets, 390) et les SR de gauche (150) restent et assument le pouvoir post-révolutionnaire. Les SR de gauche sont donc largement majoritaires par rapport aux SR de droite, en nombre d'élus mais (surtout) dans la base, où les SR perdent un grand soutien dans la classe paysanne en s'opposant au pouvoir soviétique (qui décide notamment la collectivisation des terres, mesure chère à de nombreux paysans). De décembre 1917 à mars 1918, les bolcheviks et les socialistes-révolutionnaires de gauche forment une coalition.
Après la victoire des bolcheviks, le secrétariat du parti « SR de droite » en exil s'établit à Prague.

## Rupture avec les bolcheviks
Le traité de Brest-Litovsk, négocié par les bolcheviks, est fortement désapprouvé par les SR de gauche qui sont en désaccord avec les conditions drastiques imposées au « pays de la Révolution ».
Lors du Cinquième congrès pan-russe des soviets (5-10 juillet 1918), qui se réunit au théâtre Bolchoï, les déclarations hostiles aux bolcheviques sont repoussées par la majorité des délégués (le congrès était composé de la façon suivante : 66,4 % bolcheviks, 30,3 % SR de gauche, 3,3 % anarchistes, représentants de nationalités, sans-partis, maximalistes et sociaux-démocrates internationalistes).
Le 6 juillet 1918, l'ambassadeur d'Allemagne en Russie, le comte Wilhelm von Mirbach est assassiné par des socialistes-révolutionnaires de gauche. Le 7 juillet, les SR de gauche organisent une insurrection à Moscou, décidée le 24 juin par le Comité Central de l'organisation. La principale force rebelle est commandée par Dmitry Ivanovich Popov (en), SR de gauche et membre de la Tchéka. Environ 1 800 personnes participent à l'insurrection. Le Kremlin est bombardé par l'artillerie. Les centres téléphoniques et télégraphiques sont occupés. Le gouvernement bolchevique réprime l'insurrection. Tous les délégués SR de gauche du congrès sont arrêtés, ainsi que les membres du comité central des SR de gauche, et leur presse est interdite. Le soulèvement est réprimé en moins d'une journée par les troupes fidèles aux bolcheviks menées par Antonov-Ovseyenko et Podvoisky. Le Congrès est ajourné.
Les insurgés fuient le quartier général du Comité Central des SR de gauche. Près de 300 partisans sont arrêtés. Quelques-uns sont exécutés dont Alexandrovich, collaborateur de Félix Dzerjinski à la Tchéka. D'autres insurrections sont tentées à Pétrograd, Vologda et d'autres villes. Mouraviov, un SR de gauche qui commande des troupes rouges sur le front est, se dirige vers Moscou pour soutenir l'insurrection. Il est mis en échec.
Après l’assassinat de l’ambassadeur allemand Mirbach, en juillet 1918, deux groupes se détachent des SR de gauche : celui des « communistes populistes » et celui des « communistes révolutionnaires ». Les « communistes-populistes » se dissoudront dans le parti bolchévik en novembre 1918.
Lorsque le Congrès se réunit à nouveau, il ordonne l'expulsion des soviets de tous les SR de gauche qui ont soutenu le soulèvement. En 1922 a lieu à Moscou le procès des dirigeants SR emprisonnés par les bolcheviks. Pendant la guerre civile russe, des SR sont présents dans de nombreux foyers de résistance.

## Épilogue
Cet épisode, qui intervient quelques semaines après la fin de l'alliance avec les bolcheviks, marque la fin politique des SR. La plupart des SR susceptibles d’être actifs (ayant survécu à la répression et n’étant pas emprisonnés ou déportés) rejoignent soit les rangs des anti-bolcheviks, soit Nestor Makhno et les anarchistes ukrainiens, soit tentent de maintenir leur structure de façon clandestine. Certains adoptent des méthodes terroristes, comme Fanny Kaplan qui tente d'assassiner Lénine le 30 août 1918.
D'autres comme Isaac Steinberg, ancien commissaire du peuple à la Justice, tentent de maintenir une organisation indépendante jusqu'en 1923.